# Protomiselia bilinea
Protomiselia bilinea là một loài bướm đêm trong họ Noctuidae.